# Trou Caïman
Trou Caïman är en saltvattensjö i nordöstra delen av kommunen Croix des Bouquets i Haiti.. Arean är 16,0 kvadratkilometer.